# Ådals-Lidens landskommun
Ådals-Lidens landskommun var en tidigare kommun i Västernorrlands län.

## Administrativ historik
Kommunen inrättades den 1 januari 1863 i Ådals-Lidens socken i Ångermanland när 1862 års kommunalförordningar trädde i kraft. Den 1 januari 1886 (enligt kungligt beslut den 17 april 1885) ändrades kommunens och socknens namn till Ådals-Liden, för att särskilja den från Lidens landskommun/Lidens socken i Medelpad, som bytte namn till Indals-Liden.
Kommunen påverkades inte av kommunreformen 1952 utan förblev oförändrad fram till år 1971 då den kom att bli en del av den nya Sollefteå kommun.
Kommunkod 1952-1970 var 2224.

### Kyrklig tillhörighet
I kyrkligt hänseende tillhörde kommunen Ådals-Lidens församling.

## Geografi
Ådals-Lidens landskommun omfattade den 1 januari 1952 en areal av 528,80 km², varav 494,10 km² land.

### Tätorter i kommunen 1960
| Tätort  | Folkmängd |
| ------- | --------- |
| Näsåker | 752       |
| Betåsen | 276       |

Tätortsgraden i kommunen var den 1 november 1960 34,3 procent.

## Politik

### Mandatfördelning i valen 1938-1966
| 15 | 5 | 1 | 3 |

| 24 |

| 14 | 6 | 1 | 3 |

| 24 |

| 5 | 12 | 5 |  | 2 |

| 24 |

|  | 13 | 3 | 5 | 2 |  |

| 23 |

|  | 16 |  | 3 | 2 | 2 |

| 24 |

|  | 15 |  | 4 | 2 | 2 |

| 24 |

| 16 |  | 4 | 2 | 2 |

| 24 |

| 4 | 11 | 6 | 2 | 2 |

| 22 |